# 2306 Bauschinger
2306 Bauschinger је астероид главног астероидног појаса. Приближан пречник астероида је 21,27 ,
а средња удаљеност астероида од Сунца износи 2,732 астрономских јединица (АЈ).
Инклинација (нагиб) орбите у односу на раван еклиптике је 4,233 степени, а орбитални период износи 1649,922 дана (4,517 године). Ексцентрицитет орбите астероида износи 0,061.
Апсолутна магнитуда астероида износи 11,40 а геометријски албедо 0,107.
Астероид је откривен 15. августа 1939. године.